# Vitgrundtjärnen
Vitgrundtjärnen är en sjö i Kalix kommun i Norrbotten och ingår i Kalixälven-Töreälvens kustområde. Sjön har en area på 0,0671 kvadratkilometer och ligger 1,9 meter över havet.

## Delavrinningsområde
Vitgrundtjärnen ingår i det delavrinningsområde (731206-184131) som SMHI kallar för Rinner till Norrbottens skärgårds kustvatten. Medelhöjden är 2 meter över havet och ytan är 4,24 kvadratkilometer. Det finns inga avrinningsområden uppströms utan avrinningsområdet är högsta punkten. Avrinningsområdets utflöde mynnar i havet, utan att ha någon enskild mynningsplats.